# Tomáš Holeš
Tomáš Holeš (* 31. března 1993 Nové Město na Moravě) je český profesionální fotbalista, který hraje na pozici středního obránce či defensivního záložníka za český klub SK Slavia Praha a za český národní tým.

## Klubová kariéra
Svoji fotbalovou kariéru začal v týmu SK Polička. Poslední rok v žákovské kategorii strávil v týmu TJ Svitavy. V dorostu zamířil do klubu FC Hradec Králové.

### FC Hradec Králové

#### Sezóna 2011/12
Před jarní částí ročníku 2011/12 se propracoval do prvního týmu Hradce Králové. V dresu FC Hradec Králové debutoval v 1. české lize 18. února 2012 v utkání 17. kola proti FC Slovan Liberec (prohra 1:3), odehrál 45 minut. V neúplné sezoně 2011/12 nastoupil ke 12 ligovým střetnutím.

#### Sezóna 2012/13
První branku v A-týmu "Votroků" a zároveň v nejvyšší soutěži vstřelil v 5. kole hraném 26. srpna 2012 proti Baníku Ostrava (remíza 1:1). Gól vsítil v 55. minutě, kdy otevřel skóre utkání. S klubem v ročníku 2012/13, ve kterém si připsal 24 zápasů v lize, sestoupil do druhé nejvyšší soutěže ligy.

#### Sezóna 2013/14
Na podzim 2013 laboroval se zraněním, kvůli kterém nenastoupil k žádnému střetnutí. Ve druhé části sezony odehrál všech 14 ligových utkání a připsal si jednu branku. Stalo se tak 30. března 2014 proti FK Varnsdorf (výhra 3:1), když ve 12. minutě vstřelil úvodní gól zápasu. Mužstvo se po roce vrátilo do 1. ligy.

#### Sezóna 2014/15
V červenci 2014 uzavřel s vedením klubu nový kontrakt do roku 2017. I když Hradec Králové opět sestoupil, Holeš odehrál v ročníku 2014/15 všech 30 prvoligových zápasů a nechyběl v nich ani minutu.

#### Sezóna 2015/16
Dne 19. dubna 2016 ve východočeském derby proti FK Pardubice vsítil v 53. minutě vyrovnávající branku na 1:1, Hradec nakonec vyhrál na půdě rivala 2:1. S mužstvem postoupil zpět do české nejvyšší soutěže, když jeho klub ve 28. kole hraném 17. května 2016 porazil Baník Sokolov 2:0 a Znojmo, které bylo v tabulce na třetí pozici, prohrálo s Vlašimí. Celkem v ročníku 2015/16 nastoupil do šestadvaceti utkání v lize.

#### Sezóna 2016/17
Před ročníkem 2016/17 byl spoluhráči zvolen společně s Markem Plašilem za asistenta tehdy nového kapitána Pavla Černého. Do utkání 4. kola nejvyšší soutěže proti FC Vysočina Jihlava nastoupil místo zraněného Pavla Černého jako kapitán. Ve 25. minutě po centru Daniela Trubače od rohového praporku nadvakrát překonal jihlavského brankáře a rozhodl o vítězství Hradce 1:0. Na jaře roku 2017 se musel podrobit operaci kolene a sezóna pro něj předčasně skončila. Během sezóny, ve které Hradec Králové opět sestoupil do druhé ligy, odehrál celkem 15 ligových utkání.

### Jablonec
V červenci 2017 odešel ze sestupivšího Hradce Králové na hostování s opcí na do prvoligového Jablonce. V jabloneckém dresu Holeš debutoval 9. srpna při výhře 4:1 nad Jiskrou Mšeno v druhém kole českého poháru. V lize zpočátku sezóny pod trenérem Zdeňkem Kluckým nenastupoval, svůj ligový debut si odbyl až 5. listopadu, kdy odehrál celé utkání 13. kola proti Zbrojovce Brno na pozici pravého obránce. Na pravé straně obrany nastupoval Holeš pravidelně pod Kluckým i pod novým trenérem Petrem Radou, který do klubu přišel během zimní přestávky. 17. března 2018 vstřelil Holeš svou první branku v jabloneckém dresu, a to při výhře 4:0 nad Jihlavou. 9. května odehrál Holeš celé finálové utkání českého poháru, ve kterém Jablonec nestačil na pražskou Slavii a prohrál 1:3. Během své první sezóny na severu Čech nastoupil Holeš do 23 soutěžních utkání, vstřelil jednu branku a přidal šest asistencí.
V létě 2018 přestoupil Holeš do Jablonce natrvalo, když severočeský klub uplatnil přestupovou opci. Holeš na pozici pravého obránce odehrál i celou sezónu 2018/19. Odehrál všech šest utkání Jablonce v základní skupině Evropské ligy, ze které nedokázal s týmem Petra Rady postoupit, a v lize nechyběl ani minutu, nastoupil tedy do všech 35 ligových utkání. Dohromady v sezóně odehrál 43 soutěžních utkání, vstřelil šest branek a přidal čtyři asistence.

### Slavia Praha

#### Sezóna 2019/20
V létě 2019 přestoupil Holeš z Jablonce do týmu pražské Slavie. V sešívaném dresu debutoval 10. srpna, kdy se objevil v základní sestavě trenéra Jindřicha Trpišovského proti Slovanu Liberec. O deset dní později nastoupil do zápasu čtvrtého předkola Ligy mistrů proti CFR Kluž. S pražským klubem postoupil až do základní skupiny milionářské soutěže, v ní si ale z důvodu velké konkurence nezahrál. 30. května 2020 vstřelil svůj první gól v novém dresu, a to při výhře 5:0 nad Jabloncem. Pod trenérem Trpišovským nastupoval Holeš ve své první sezóně pouze sporadicky, dohromady v ročníku odehrál 18 soutěžních utkání.

#### Sezóna 2020/21
V sezóně 2020/21 začal Holeš pravidelně nastupovat na pozici defensivního záložníka jako náhrada za Tomáše Součka, který odešel do Premier League. 23. srpna, v prvním kole nové sezóny, se gólem podílel na vysoké výhře 6:0 nad Českými Budějovicemi. V září byl také poprvé nominován do české reprezentace. 18. září vstřelil další branku, tentokráte do sítě Teplic při výhře 5:1. 30. září odehrál celé odvetné utkání čtvrtého předkola Ligy mistrů, ve kterém Slavia nestačila na dánský Midtjylland a po prohře 1:4 se musela spokojit se základní skupinou Evropské ligy. Dne 8. dubna 2021 vstřelil Holeš vyrovnávající branku na konečných 1:1 v poslední minutě čtvrtfinálového utkání Evropské ligy proti Arsenalu. Za svůj výkon byl odměněn nominací na hráče týdne Evropské ligy a objevil se v ideální sestavě úvodních čtvrtfinálových duelů. Holeš odehrál také celé odvetné utkání, které Slavia prohrála 0:4. 5. května gólem přispěl k výhře 3:0 nad rivalskou Spartou v semifinále českého poháru. Ve finálovém utkání chyběl kvůli svalovým problémům, a tak jen sledoval vítězství svých spoluhráčů 1:0 nad Viktorií Plzeň. Z Holeše se v sezóně 2020/21 stal jeden z klíčových hráčů Slavie, se kterou se radoval i z mistrovského titulu a mohl slavit domácí double. V sezóně nastoupil dohromady do 38 utkání, vstřelil osm branek a přidal i čtyři asistence.

#### Sezóna 2021/22
Po povedeném EURO 2021 se Holeš rozhodl zůstat ve Slavii. 26. srpna obdržel Holeš přímou červenou kartu v odvetném utkání čtvrtého předkola Evropské ligy proti Legii Warszawa. Pražský celek prohrál 1:2 a nedokázal tak postoupit do základní skupiny Evropské ligy, a tak si Holeš na podzim zahrál v základní skupině nově vzniklé Konferenční ligy. 30. září skóroval v utkání proti Feyenoordu, prohře 1:2 však zabránit nedokázal. Slavia i přesto dokázala postoupit z druhého místa ve skupině do jarní vyřazovací fáze. V lednu 2022 prodloužil svou smlouvu se Slavií do roku 2026. 9. února vedl Holeš poprvé tým jako kapitán, ve čtvrtfinále domácího poháru ale Slavia nestačila na Spartu a prohrála 0:2. V Konferenční lize Slavia došla až do čtvrtfinále, ve kterém nestačila na nizozemský Feyenoord. V lize nastupoval Holeš pravidelně, odehrál dohromady 42 soutěžních utkání a za své výkony byl zvolen nejlepším hráčem sezóny české Fortuna:ligy. Se Slavií skončil v lize na druhé příčce za mistrovskou Plzní.

#### Sezóna 2022/23
Před sezónou 2022/23 se Holeš stal kapitánem Slavie. 18. srpna skóroval při prohře 1:2 s polským Rakówem ve čtvrtém předkole Konferenční ligy. Slavia v odvetě vyhrála 2:0 po prodloužení a postoupila do skupinové fáze. V září 2022 utrpěl Holeš zranění šlachy na noze a přišel o zbytek podzimní části sezóny. Na hřiště se vrátil až 18. února 2023, kdy nastoupil do utkání proti Teplicím. 3. května vedl Holeš Slavii jako kapitán do finálového utkání českého poháru proti pražské Spartě, Holeš odehrál celých 90 minut a s týmem slavil trofej po vítězství 2:0. V ligové soutěži skončila Slavia na druhém místě právě za Spartou a prodloužila své čekání na titul. Holeš odehrál v sezóně 29 soutěžních utkání.

#### Sezóna 2023/24
Na začátku sezóny 2023/24 se Holeš přesunul na pozici středního obránce. Jako kapitán dovedl pražský celek do základní skupiny Evropské ligy. 27. srpna skóroval při ligové remíze 1:1 s Jabloncem. V základní skupině Evropské ligy dokázala Slavia vyhrát pět z šesti utkání a postoupila do jarní vyřazovací fáze z prvního místa. V březnu 2024 byl ve finálové nominaci na českého fotbalistu roku. Dne 14. března 2024 obdržel Holeš červenou kartu v odvetném utkání osmifinále Evropské ligy proti AC Milán, Slavia utkání prohrála 1:3 a z pohárové Evropy vypadla. Na domácí scéně se Slavii opět nepodařilo získat ligový titul a v domácím poháru nestačila na Spartu, které podlehla ve čtvrtfinále 2:3 po prodloužení. V sezóně odehrál Holeš 40 utkání, vstřelil 3 branky a přidal 2 asistence.

## Reprezentační kariéra
Holeš debutoval v dresu české jednadvacítky 10. září 2012 pod trenérem Jakubem Dovalilem v utkání proti Walesu (výhra 5:0). Celkem za tento reprezentační výběr odehrál 12 střetnutí.
Dne 6. září 2020 však dostal svoji první pozvánku do českého národního týmu na zápas Ligy národů proti Skotsku. K tomu mu napomohla i nucená karanténa prvního týmu, který odehrál zápas se Slovenskem. Svůj debut si odbyl o tři dny později, odehrál 90 minut, ale prohře 1:2 zabránit nedokázal. 7. října vstřelil Holeš svůj první reprezentační gól, a to při výhře 2:1 nad Kyprem.
V říjnu 2020 u něj byla potvrzena nákaza nemocí covid-19. Pozitivně testován byl po návratu z Izraele a stejně jako pozitivně testovaný reprezentační kouč Jaroslav Šilhavý nemohl následně odletět do Skotska na zápas Ligy národů proti tamnímu národnímu týmu.
V květnu 2021 bylo oznámeno, že je součástí nominace na EURO 2020, přestože ze zdravotních důvodů vynechal poslední ligové duely. 27. června gólem a asistencí rozhodl o výhře 2:0 nad Nizozemskem v osmifinále turnaje. Na turnaji nastoupil do všech 5 zápasů a vstřelil 1 gól.
V létě 2024 byl nominován na závěrečný turnaj EURO 2024 do Německa. Na turnaji odehrál všechny tři utkání v základní skupině, střelecky se neprosadil. Češi získali jediný bod a nepostoupili do vyřazovací fáze.

### Reprezentační góly
| Gól | Datum           | Místo                                         | Soupeř     | Skóre | Výsledek | Soutěž                             |
| --- | --------------- | --------------------------------------------- | ---------- | ----- | -------- | ---------------------------------- |
| 1.  | 7. října 2020   | AEK Arena-Georgios Karapatakis, Larnaka, Kypr | Kypr       | 1–0   | 2–1      | Přátelský zápas                    |
| 2.  | 27. června 2021 | Puskás Aréna, Budapešť, Maďarsko              | Nizozemsko | 1–0   | 2–0      | Mistrovství Evropy ve fotbale 2020 |

## Osobní život
Hlásí se k evangelické církvi. Má jednu dceru.